# Rui Machete
Rui Manuel Parente Chancerelle de Machete (ur. 7 kwietnia 1940 w Setúbalu) – portugalski prawnik i polityk, wykładowca akademicki, członek portugalskich rządów w randze wicepremiera, ministra spraw społecznych, sprawiedliwości, obrony narodowej i spraw zagranicznych.

## Życiorys
Ukończył prawo na Uniwersytecie Lizbońskim, odbył następnie studia podyplomowe z zakresu nauk ekonomicznych i politycznych na tym uniwersytecie. W 1964 podjął prawniczą praktykę zawodową, zajął się również działalnością naukową jako nauczyciel w szkołach prawniczych, m.in. na Uniwersytecie Lizbońskim, objął stanowisko wykładowcy akademickiego na Uniwersytecie Katolickim, prowadząc zajęcia z prawa i postępowania administracyjnego.
W okresie przemian politycznych zaangażował się w działalność polityczną w ramach Partii Socjaldemokratycznej. W 1975 objął pierwszy raz stanowisko rządowe jako sekretarz stanu ds. emigracji. W 1976 po raz pierwszy został wybrany do Zgromadzenia Republiki I kadencji, mandat poselski sprawował do 1980 i ponownie w latach 1985–1995.
W 1976 był ministrem spraw społecznych w rządzie przejściowym. W latach 1981–1983 zasiadał w zarządzie Banco de Portugal. Od 1983 do 1985 sprawował urząd ministra sprawiedliwości w koalicyjnym gabinecie, którym kierował Mário Soares. W 1985 w tym samym rządzie był wicepremierem i ministrem obrony narodowej. W 2013 premier Pedro Passos Coelho powierzył mu stanowisko ministra spraw zagranicznych. W październiku 2015 objął ten sam urząd w mniejszościowym drugim gabinecie dotychczasowego premiera. Zakończył urzędowanie wraz z całym gabinetem w listopadzie tego samego roku.
Rui Machete jest żonaty, ma troje dzieci.